# Planta nutricia

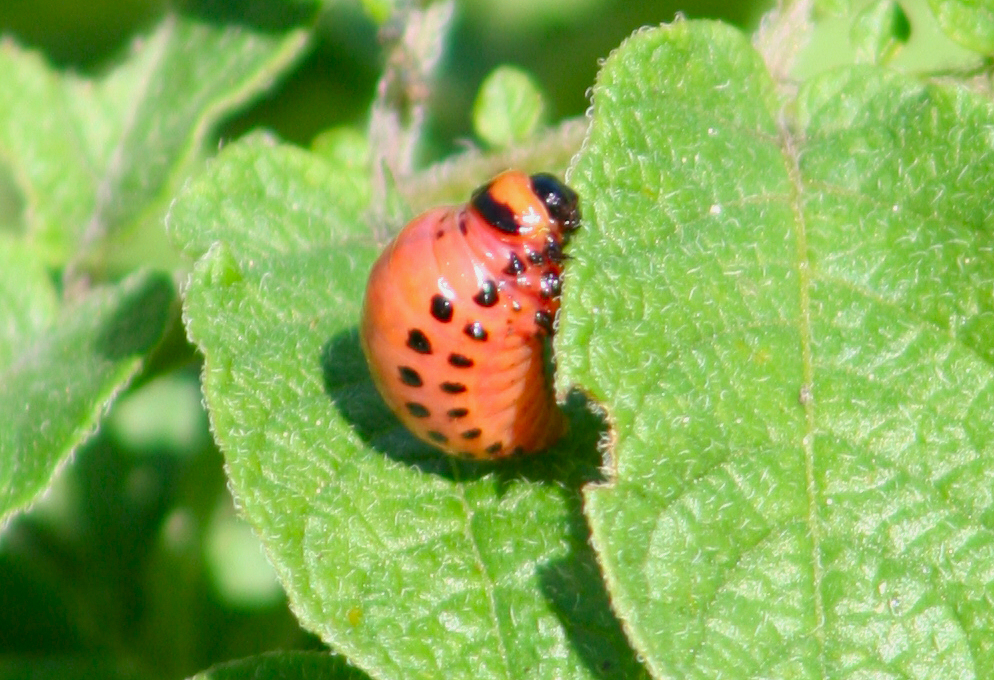
Larva de escarabajo de la patata.

Se llama planta nutricia o planta hospedadora a la que constituye la fuente de alimento exclusiva, o al menos característica, para un fitófago (herbívoro) determinado. La identidad de la planta o plantas nutricias es un parámetro importante para la descripción de insectos fitófagos, y muy especialmente de las larvas (orugas) de las mariposas.
Se llama polífagas a las especies que pueden adoptar a plantas variadas como nutricias, y oligófagas a las que son muy selectivas. Aunque la dependencia tiene un componente hereditario, en muchos casos depende también de la experiencia, de manera que en especies más o menos polífagas, la hembra adulta tiende a poner los huevos sobre la misma especie de la que se nutrió en su fase larvaria.